# Pesca alla casentinese
La pesca alla casentinese prende il nome dalla zona dove si pratica e precisamente nella vallata che scende dal Pratomagno, nella provincia di Arezzo, da dove hanno origine numerosi torrenti dalla portata d'acqua ridotta.

## Come si prepara la canna da pesca
Si tratta di una pesca al tocco (quindi senza galleggiante), che viene effettuata con canne telescopiche fisse di lunghezza dai 5 agli 8 metri; alla cima viene montato uno spezzone di filo, esattamente, un metro da 50/centesimi di mm, che viene letteralmente stropicciato per fargli prendere la forma di una molla, in modo che le spire, allungandosi, evitino alla trota di percepire la resistenza opposta dalla canna; a questo viene giuntato un altro spezzone di lenza di circa 40 centimetri da 20/centesimi di mm con due piombini (da 0,30 gr) ad un palmo dall'amo, di solito un numero 6 bronzato e storto innescato con il lombrico; per controllare meglio l'azione della lenza, soprattutto nelle buche più lontane, si monta a circa metà del filo di nylon, un segnale bianco costituito con un pezzetto di lana.

## Tecnica
La tecnica consiste nel risalire i corsi d'acqua alla ricerca delle trote, il più nascosti possibile, per evitare di esser visti facilmente a causa della limpidezza che caratterizza questi torrenti appenninici.
Oltre che al lombrico(che è preferibile quando il colore dell'acqua è torbido, specie in seguito a piogge o temporali) si possono utilizzare le "camole del miele"(ideali quando l'acqua è limpida) o i cosiddetti "bacacci" o "bachi muratori" comunemente noti anche come "portasassi" che si trovano spesso sotto i sassi dei torrenti a partire dal mese di Aprile.
Il metodo migliore per insidiare le trote risalendo i torrenti è quello di pescare da prima nel cosiddetto "fondo pozza" cioè la parte della buca, pozza o cascatella che dir si voglia più vicino a noi, sempre tenendosi alla maggiore distanza possibile per non essere avvistati; poi allungarsi e pescare nella parte più in "cima" della pozza. Occorre essere prudenti mentre si muove la canna con l'attacco nell'acqua: infatti se si fa troppo rumore o ci si avvicina troppo la trota potrebbe vederci e scappare subito. Una trota impaurita paralizza anche l'azione delle altre e, se la trota scorge il pescatore è inutile pescare in quella pozza per l'intera giornata, in quanto la trota si rifugerà nella sua tana e non si getterà più sull'esca, neanche se gli passasse di fronte alla tana.